# Liste der Bodendenkmale in Neuenkirchen (Landkreis Osnabrück)
In der Liste der Bodendenkmale in Neuenkirchen sind die Bodendenkmale der niedersächsischen Gemeinde Neuenkirchen (Landkreis Osnabrück) aufgeführt. Die Quelle ist der Denkmalatlas Niedersachsen.
- Bitte beachten Sie, dass diese Liste keinen Anspruch auf Vollständigkeit erhebt.
- Die Angaben ersetzen nicht die rechtsverbindliche Auskunft der zuständigen Denkmalschutzbehörde.
- Es sind nur Daten aus dem Denkmalatlas verarbeitet.
- Der Stand der Liste ist der 17. Mai 2025.

Neuenkirchen im Landkreis Osnabrück

## Allgemein
In den Spalten finden sich folgende Informationen des Bodendenkmales:
| Lage         | geographische Koordinaten                                                           |
| Bezeichnung  | Bezeichnung lt. Denkmalatlas                                                        |
| Beschreibung | Beschreibung lt. Denkmalatlas                                                       |
| ID           | Objekt-ID                                                                           |
| Bild         | Bild, ggf. zusätzlich mit Link zu weiteren Fotos im Medienarchiv Wikimedia Commons. |

## Lintern
| Lage                        | Bezeichnung              | Beschreibung | ID       | Bild           |
| --------------------------- | ------------------------ | --- | -------- | -------------- |
| 52° 27′ 16″ N, 7° 51′ 36″ O | Lintern 1, Grabhügel     | Durchmesser ca. 18 m und Höhe ca. 1,6 m. Rund. Tierbaue. Im W-Bereich von 1,5 m tiefer Fahrspur in ca. N-S-Richtung durchbrochen (Erdentnahme). | 28948977 | BW             |
| 52° 26′ 30″ N, 7° 52′ 2″ O  | Lintern 2, Großsteingrab | „Die großen Steine auf dem Goldesch“, Kampgoren. Kleine Steinkammer, ungefähr ostwestlich liegend. Die nördliche Langseite besteht aus vier Trägern, die in situ sind, es fehlt kein Stein. Die Tragsteine der beiden Schmalseiten sind in situ. Von den nur drei Trägern der südlichen Langseite steht der östliche in situ, die beiden anderen sind etwas verschoben, einer fehlt. Zwei Decksteine sind erhalten geblieben, der östliche ist in alter Lage. Die lichte Weite der Kammer beträgt 6 m × 1,6 m. Die Rekonstruktion nimmt einen Eingang in der Mitte der Südwand an. | 28951258 | Weitere Bilder |